# A 2013-as Tour de France szakaszai (1–11.)

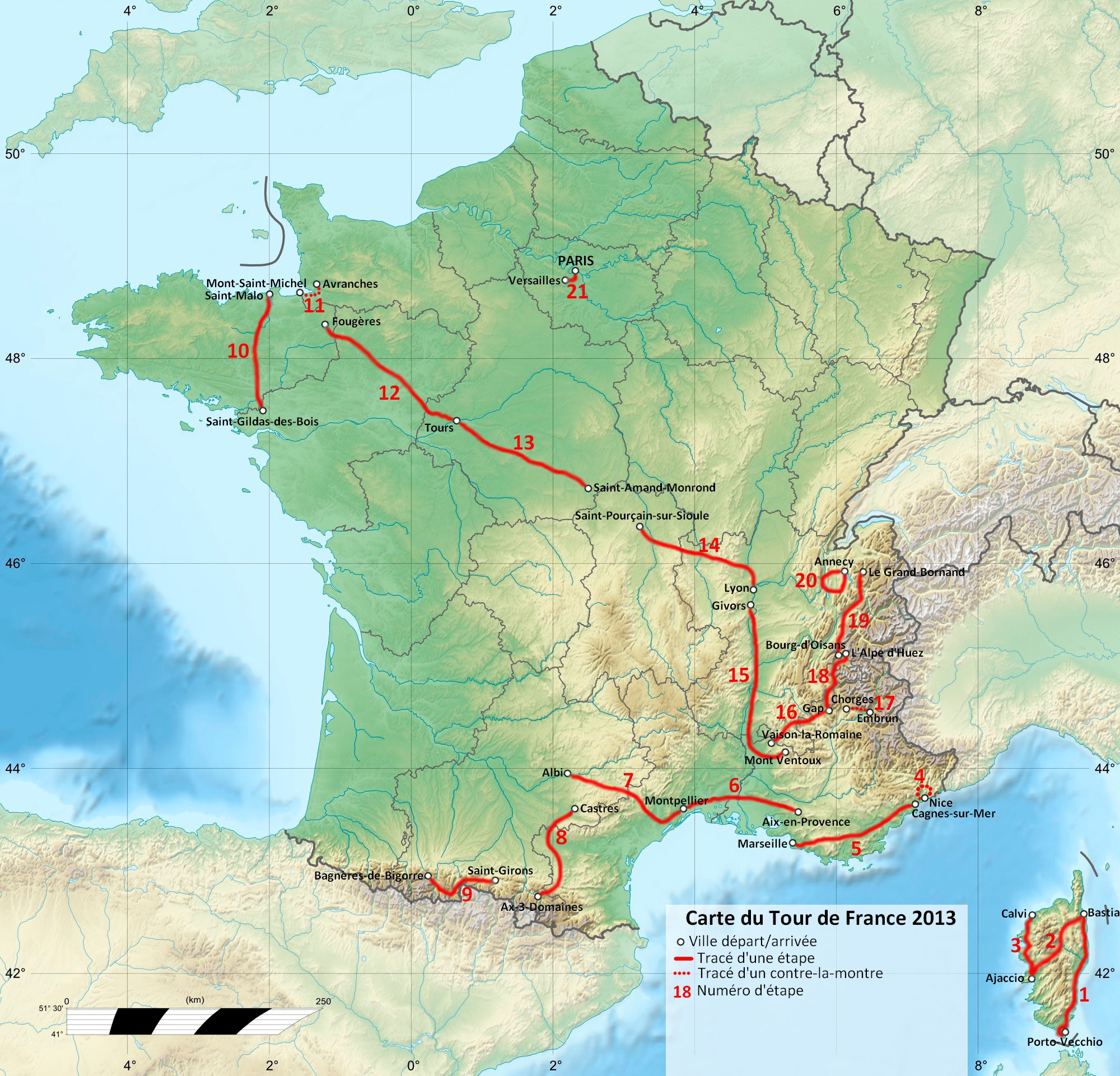
A centenáriumi Tour útvonala

Ez a szócikk a 100., 2013. évi Tour de France eredményeit mutatja be az 1. szakasztól a 11.-ig. A többi szakasz eredményei megtekinthetők itt: A 2013-as Tour de France szakaszai (12–21.).
A centenáriumi körverseny alkalmából a kerékpárosok először látogattak Korzika szigetére, ahol az első három szakaszt is megrendezték. Ezután Marseille-től nyugatra haladva érték el a Pireneusokat, majd az ország északnyugati részéből jutnak el Lyonhoz, s az alpesi távok után érnek be a fővárosba. 

## 1. szakasz

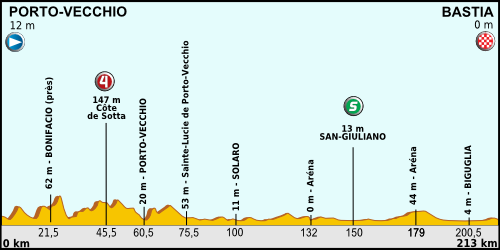
Az 1. szakasz profilja

2013. június 29. —  Porto-Vecchio >  Bastia — 213 km,  sík szakasz

| #   | Versenyző          | Csapat | Idő        |
| --- | ------------------ | ------ | ---------- |
| 1.  | Marcel Kittel      | ARG    | 4h 56' 52" |
| 2.  | Alexander Kristoff | KAT    | + 0"       |
| 3.  | Danny van Poppel   | VCD    | + 0"       |
| 4.  | David Millar       | GRS    | + 0"       |
| 5.  | Matteo Trentin     | OPQ    | + 0"       |
| 6.  | Samuel Dumoulin    | ALM    | + 0"       |
| 7.  | Greg Henderson     | LTB    | + 0"       |
| 8.  | Jürgen Roelandts   | LTB    | + 0"       |
| 9.  | José Joaquín Rojas | MOV    | + 0"       |
| 10. | Kris Boeckmans     | VCD    | + 0"       |

| #   | Versenyző          | Csapat | Idő        |
| --- | ------------------ | ------ | ---------- |
| 1.  | Marcel Kittel      | ARG    | 4h 56' 52" |
| 2.  | Alexander Kristoff | KAT    | + 0"       |
| 3.  | Danny van Poppel   | VCD    | + 0"       |
| 4.  | David Millar       | GRS    | + 0"       |
| 5.  | Matteo Trentin     | OPQ    | + 0"       |
| 6.  | Samuel Dumoulin    | ALM    | + 0"       |
| 7.  | Greg Henderson     | LTB    | + 0"       |
| 8.  | Jürgen Roelandts   | LTB    | + 0"       |
| 9.  | José Joaquín Rojas | MOV    | + 0"       |
| 10. | Kris Boeckmans     | VCD    | + 0"       |

## 2. szakasz

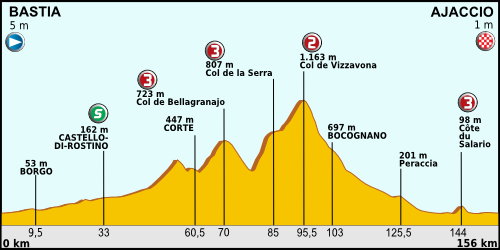
A 2. szakasz profilja

2013. június 30. —  Bastia >  Ajaccio — 156 km,  közepes hegyi szakasz

| #   | Versenyző            | Csapat | Idő        |
| --- | -------------------- | ------ | ---------- |
| 1.  | Jan Bakelants        | RLT    | 3h 43' 11" |
| 2.  | Peter Sagan          | CAN    | + 1"       |
| 3.  | Michał Kwiatkowski   | OPQ    | + 1"       |
| 4.  | Davide Cimolai       | LAM    | + 1"       |
| 5.  | Edvald Boasson Hagen | SKY    | + 1"       |
| 6.  | Julien Simon         | SOJ    | + 1"       |
| 7.  | Francesco Gavazzi    | AST    | + 1"       |
| 8.  | Daryl Impey          | OGE    | + 1"       |
| 9.  | Daniele Bennati      | TST    | + 1"       |
| 10. | Sergey Lagutin       | VCD    | + 1"       |

| #   | Versenyző            | Csapat | Idő        |
| --- | -------------------- | ------ | ---------- |
| 1.  | Jan Bakelants        | RLT    | 8h 40' 03" |
| 2.  | David Millar         | GRS    | + 1"       |
| 3.  | Julien Simon         | SOJ    | + 1"       |
| 4.  | Daryl Impey          | OGE    | + 1"       |
| 5.  | Edvald Boasson Hagen | SKY    | + 1"       |
| 6.  | Simon Gerrans        | OGE    | + 1"       |
| 7.  | Michał Kwiatkowski   | OPQ    | + 1"       |
| 8.  | Sergey Lagutin       | VCD    | + 1"       |
| 9.  | Cristophe Riblon     | ALM    | + 1"       |
| 10. | Cadel Evans          | BMC    | + 1"       |

## 3. szakasz

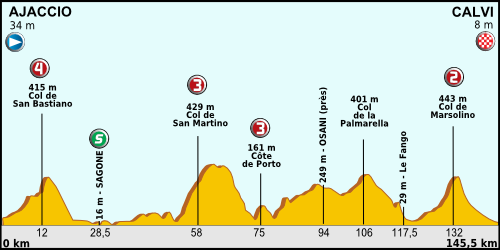
A 3. szakasz profilja

2013. július 1. —  Ajaccio >  Calvi — 145,5 km,  közepes hegyi szakasz

| #   | Versenyző           | Csapat | Idő        |
| --- | ------------------- | ------ | ---------- |
| 1.  | Simon Gerrans       | OGE    | 3h 41' 24" |
| 2.  | Peter Sagan         | CAN    | + 0"       |
| 3.  | José Joaquín Rojas  | MOV    | + 0"       |
| 4.  | Michał Kwiatkowski  | OPQ    | + 0"       |
| 5.  | Philippe Gilbert    | BMC    | + 0"       |
| 6.  | Juan Antonio Flecha | VCD    | + 0"       |
| 7.  | Francesco Gavazzi   | AST    | + 0"       |
| 8.  | Maxime Bouet        | ALM    | + 0"       |
| 9.  | Julien Simon        | SOJ    | + 0"       |
| 10. | Gorka Izagirre      | EUS    | + 0"       |

| #   | Versenyző            | Csapat | Idő         |
| --- | -------------------- | ------ | ----------- |
| 1.  | Jan Bakelants        | RLT    | 12h 21' 27" |
| 2.  | Julien Simon         | SOJ    | + 1"        |
| 3.  | Simon Gerrans        | OGE    | + 1"        |
| 4.  | Michał Kwiatkowski   | OPQ    | + 1"        |
| 5.  | Edvald Boasson Hagen | SKY    | + 1"        |
| 6.  | Daryl Impey          | OGE    | + 1"        |
| 7.  | David Millar         | GRS    | + 1"        |
| 8.  | Sergey Lagutin       | VCD    | + 1"        |
| 9.  | Cadel Evans          | BMC    | + 1"        |
| 10. | Romain Bardet        | ALM    | + 1"        |

## 4. szakasz

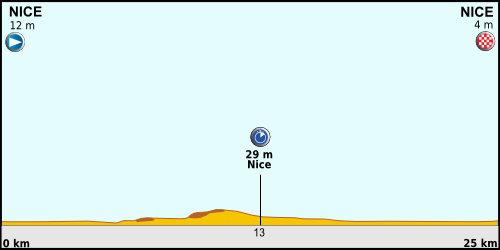
A 4. szakasz profilja

2013. július 2. —  Nizza >  Nizza — 25 km,  csapatidőfutam

| #   | Csapat                        | Idő     |
| --- | ----------------------------- | ------- |
| 1.  | Orica–GreenEDGE (OGE)         | 25' 56" |
| 2.  | Omega Pharma–Quick Step (OPQ) | + 1"    |
| 3.  | Sky Procycling (SKY)          | + 3"    |
| 4.  | Team Saxo–Tinkoff (TST)       | + 9"    |
| 5.  | Lotto–Belisol (LTB)           | + 17"   |
| 6.  | Garmin–Sharp (GRS)            | + 17"   |
| 7.  | Movistar Team (MOV)           | + 20"   |
| 8.  | Lampre–Merida (LAM)           | + 25"   |
| 9.  | BMC Racing Team (BMC)         | + 26"   |
| 10. | Katyusa Team (KAT)            | + 28"   |

| #   | Versenyző            | Csapat | Idő         |
| --- | -------------------- | ------ | ----------- |
| 1.  | Simon Gerrans        | OGE    | 12h 47' 24" |
| 2.  | Daryl Impey          | OGE    | + 0"        |
| 3.  | Michael Albasini     | OGE    | + 0"        |
| 4.  | Michał Kwiatkowski   | OPQ    | + 1"        |
| 5.  | Sylvain Chavanel     | OPQ    | + 1"        |
| 6.  | Edvald Boasson Hagen | SKY    | + 3"        |
| 7.  | Chris Froome         | SKY    | + 3"        |
| 8.  | Richie Porte         | SKY    | + 3"        |
| 9.  | Nicolas Roche        | TST    | + 9"        |
| 10. | Roman Kreuziger      | TST    | + 9"        |

## 5. szakasz

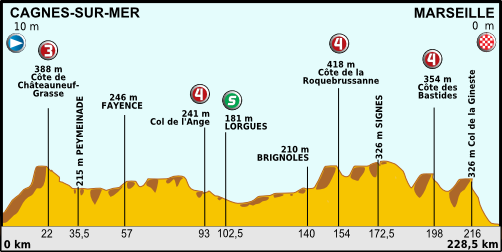
Az 5. szakasz profilja

2013. július 3. —  Cagnes-sur-Mer >  Marseille — 228,5 km,  sík szakasz

| #   | Versenyző                  | Csapat | Idő        |
| --- | -------------------------- | ------ | ---------- |
| 1.  | Mark Cavendish (GBR)       | OPQ    | 5h 31' 51" |
| 2.  | Edvald Boasson Hagen (NOR) | SKY    | + 0"       |
| 3.  | Peter Sagan (SVK)          | CAN    | s.t.       |
| 4.  | André Greipel (GER)        | LTB    | s.t.       |
| 5.  | Roberto Ferrari (ITA)      | LAM    | s.t.       |
| 6.  | Alexander Kristoff (NOR)   | KAT    | s.t.       |
| 7.  | Juan José Lobato (ESP)     | EUS    | s.t.       |
| 8.  | Ramūnas Navardauskas (LTU) | GRS    | s.t.       |
| 9.  | Cyril Lemoine (FRA)        | SOJ    | s.t.       |
| 10. | José Joaquín Rojas (ESP)   | MOV    | s.t.       |

| #   | Versenyző                  | Csapat | Idő         |
| --- | -------------------------- | ------ | ----------- |
| 1.  | Simon Gerrans (AUS)        | OGE    | 18h 19' 15" |
| 2.  | Daryl Impey (RSA)          | OGE    | + 0"        |
| 3.  | Michael Albasini (SUI)     | OGE    | + 0"        |
| 4.  | Michał Kwiatkowski (POL)   | OPQ    | + 1"        |
| 5.  | Sylvain Chavanel (FRA)     | OPQ    | + 1"        |
| 6.  | Edvald Boasson Hagen (NOR) | SKY    | + 3"        |
| 7.  | Chris Froome (GBR)         | SKY    | + 3"        |
| 8.  | Richie Porte (AUS)         | SKY    | + 3"        |
| 9.  | Nicolas Roche (IRL)        | TST    | + 9"        |
| 10. | Roman Kreuziger (CZE)      | TST    | + 9"        |

## 6. szakasz
2013. július 4. —  Aix-en-Provence >  Montpellier — 176,5 km,  sík szakasz

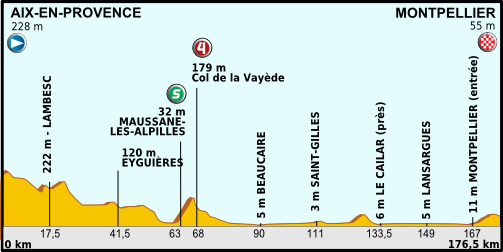
A 6. szakasz profilja

A verseny nyugat felé halad tovább Dél-Franciaországon keresztül Languedoc-ba.

| #   | Versenyző                | Csapat | Idő        |
| --- | ------------------------ | ------ | ---------- |
| 1.  | André Greipel (GER)      | LTB    | 3h 59' 02" |
| 2.  | Peter Sagan (SVK)        | CAN    | s.t.       |
| 3.  | Marcel Kittel (GER)      | ARG    | s.t.       |
| 4.  | Mark Cavendish (GBR)     | OPQ    | s.t.       |
| 5.  | Juan José Lobato (ESP)   | EUS    | s.t.       |
| 6.  | Alexander Kristoff (NOR) | KAT    | s.t.       |
| 7.  | José Joaquín Rojas (ESP) | MOV    | s.t.       |
| 8.  | Danny van Poppel (NED)   | VCD    | s.t.       |
| 9.  | Roberto Ferrari (ITA)    | LAM    | s.t.       |
| 10. | Samuel Dumoulin (FRA)    | ALM    | s.t.       |

| #   | Versenyző                  | Csapat | Idő         |
| --- | -------------------------- | ------ | ----------- |
| 1.  | Daryl Impey (RSA)          | OGE    | 22h 18' 17" |
| 2.  | Edvald Boasson Hagen (NOR) | SKY    | + 3"        |
| 3.  | Simon Gerrans (AUS)        | OGE    | + 5"        |
| 4.  | Michael Albasini (SUI)     | OGE    | + 5"        |
| 5.  | Michał Kwiatkowski (POL)   | OPQ    | + 6"        |
| 6.  | Sylvain Chavanel (FRA)     | OPQ    | + 6"        |
| 7.  | Chris Froome (GBR)         | SKY    | + 8"        |
| 8.  | Richie Porte (AUS)         | SKY    | + 8"        |
| 9.  | Nicolas Roche (IRL)        | TST    | + 14"       |
| 10. | Roman Kreuziger (CZE)      | TST    | + 14"       |

## 7. szakasz

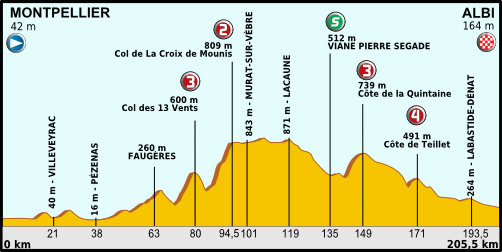
A 7. szakasz profilja

2013. július 5. —  Montpellier >  Albi — 205,5 km,  közepes hegyi szakasz

| #   | Versenyző                  | Csapat | Idő        |
| --- | -------------------------- | ------ | ---------- |
| 1.  | Peter Sagan (SVK)          | CAN    | 4h 54' 12" |
| 2.  | John Degenkolb (GER)       | ARG    | s.t.       |
| 3.  | Daniele Bennati (ITA)      | TST    | s.t.       |
| 4.  | Michał Kwiatkowski (POL)   | OPQ    | s.t.       |
| 5.  | Edvald Boasson Hagen (NOR) | SKY    | s.t.       |
| 6.  | Francesco Gavazzi (ITA)    | AST    | s.t.       |
| 7.  | Tony Gallopin (FRA)        | RLT    | s.t.       |
| 8.  | Arthur Vichot (FRA)        | FDJ    | s.t.       |
| 9.  | Manuele Mori (ITA)         | LAM    | s.t.       |
| 10. | Sylvain Chavanel (FRA)     | OPQ    | s.t.       |

| #   | Versenyző                  | Csapat | Idő         |
| --- | -------------------------- | ------ | ----------- |
| 1.  | Daryl Impey (RSA)          | OGE    | 27h 12' 29" |
| 2.  | Edvald Boasson Hagen (NOR) | SKY    | + 3"        |
| 3.  | Simon Gerrans (AUS)        | OGE    | + 5"        |
| 4.  | Michael Albasini (SUI)     | OGE    | + 5"        |
| 5.  | Michał Kwiatkowski (POL)   | OPQ    | + 6"        |
| 6.  | Sylvain Chavanel (FRA)     | OPQ    | + 6"        |
| 7.  | Chris Froome (GBR)         | SKY    | + 8"        |
| 8.  | Richie Porte (AUS)         | SKY    | + 8"        |
| 9.  | Nicolas Roche (IRL)        | TST    | + 14"       |
| 10. | Roman Kreuziger (CZE)      | TST    | + 14"       |

## 8. szakasz

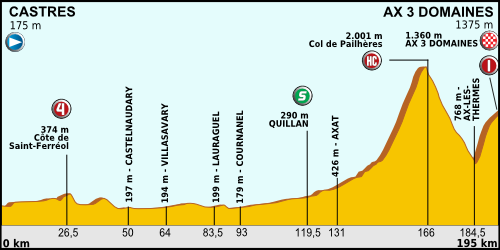
A 8. szakasz profilja

2013. július 6. —  Castres >  Ax 3 Domaines — 195 km,  hegyi szakasz

| #   | Versenyző                | Csapat | Idő        |
| --- | ------------------------ | ------ | ---------- |
| 1.  | Chris Froome (GBR)       | SKY    | 5h 03' 18" |
| 2.  | Richie Porte (AUS)       | SKY    | + 51"      |
| 3.  | Alejandro Valverde (ESP) | MOV    | + 1' 08"   |
| 4.  | Bauke Mollema (NED)      | BEL    | + 1' 10"   |
| 5.  | Laurens ten Dam (NED)    | BEL    | + 1' 16"   |
| 6.  | Mikel Nieve (ESP)        | EUS    | + 1' 34"   |
| 7.  | Roman Kreuziger (CZE)    | TST    | + 1' 45"   |
| 8.  | Alberto Contador (ESP)   | TST    | + 1' 45"   |
| 9.  | Nairo Quintana (COL)     | MOV    | + 1' 45"   |
| 10. | Igor Antón (ESP)         | EUS    | + 1' 45"   |

| #   | Versenyző                | Csapat | Idő         |
| --- | ------------------------ | ------ | ----------- |
| 1.  | Chris Froome (GBR)       | SKY    | 32h 15' 55" |
| 2.  | Richie Porte (AUS)       | SKY    | + 51"       |
| 3.  | Alejandro Valverde (ESP) | MOV    | + 1' 25"    |
| 4.  | Bauke Mollema (NED)      | BEL    | + 1' 44"    |
| 5.  | Laurens ten Dam (NED)    | BEL    | + 1' 50"    |
| 6.  | Roman Kreuziger (CZE)    | TST    | + 1' 51"    |
| 7.  | Alberto Contador (ESP)   | TST    | + 1' 51"    |
| 8.  | Nairo Quintana (COL)     | MOV    | + 2' 02"    |
| 9.  | Joaquim Rodríguez (ESP)  | KAT    | + 2' 31"    |
| 10. | Michael Rogers (AUS)     | TST    | + 2' 40"    |

## 9. szakasz

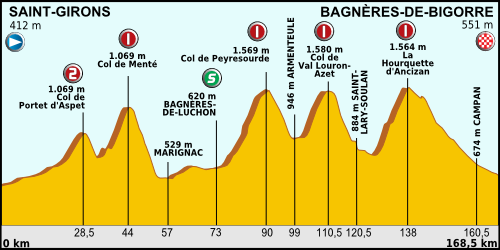
A 9. szakasz profilja

2013. július 7. —  Saint-Girons >  Bagnères-de-Bigorre — 168,5 km,  hegyi szakasz

| #   | Versenyző                | Csapat | Idő        |
| --- | ------------------------ | ------ | ---------- |
| 1.  | Daniel Martin (IRL)      | GRS    | 4h 43' 03" |
| 2.  | Jakob Fuglsang (DEN)     | AST    | + 0"       |
| 3.  | Michał Kwiatkowski (POL) | OPQ    | + 20"      |
| 4.  | Daniel Moreno (ESP)      | KAT    | + 20"      |
| 5.  | Joaquim Rodríguez (ESP)  | KAT    | + 20"      |
| 6.  | Cadel Evans (AUS)        | BMC    | + 20"      |
| 7.  | Wout Poels (NED)         | VCD    | + 20"      |
| 8.  | Bauke Mollema (NED)      | BEL    | + 20"      |
| 9.  | Daniel Navarro (ESP)     | COF    | + 20"      |
| 10. | Maxime Monfort (BEL)     | RLT    | + 20"      |

| #   | Versenyző                | Csapat | Idő         |
| --- | ------------------------ | ------ | ----------- |
| 1.  | Chris Froome (GBR)       | SKY    | 36h 59' 18" |
| 2.  | Alejandro Valverde (ESP) | MOV    | + 1' 25"    |
| 3.  | Bauke Mollema (NED)      | BEL    | + 1' 44"    |
| 4.  | Laurens ten Dam (NED)    | BEL    | + 1' 50"    |
| 5.  | Roman Kreuziger (CZE)    | TST    | + 1' 51"    |
| 6.  | Alberto Contador (ESP)   | TST    | + 1' 51"    |
| 7.  | Nairo Quintana (COL)     | MOV    | + 2' 02"    |
| 8.  | Daniel Martin (IRL)      | GRS    | + 2' 28"    |
| 9.  | Joaquim Rodríguez (ESP)  | KAT    | + 2' 31"    |
| 10. | Rui Costa (POR)          | MOV    | + 2' 45"    |

## Pihenőnap
2013. július 8. —  Saint-Lazare Loire-Atlantique

## 10. szakasz

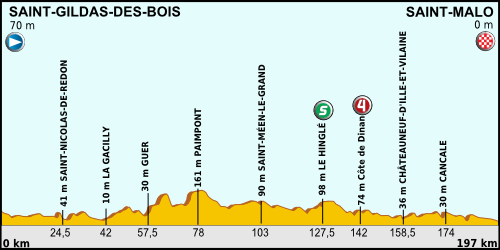
A 10. szakasz profilja

2013. július 9. —  Saint-Gildas-des-Bois >  Saint-Malo — 197 km,  sík szakasz

| #   | Versenyző                | Csapat | Idő        |
| --- | ------------------------ | ------ | ---------- |
| 1.  | Marcel Kittel (GER)      | ARG    | 4h 53' 25" |
| 2.  | André Greipel (GER)      | LTB    | s.t.       |
| 3.  | Mark Cavendish (GBR)     | OPQ    | s.t.       |
| 4.  | Peter Sagan (SVK)        | CAN    | s.t.       |
| 5.  | William Bonnet (FRA)     | FDJ    | s.t.       |
| 6.  | Alexander Kristoff (NOR) | KAT    | s.t.       |
| 7.  | Samuel Dumoulin (FRA)    | ALM    | s.t.       |
| 8.  | Kévin Reza (FRA)         | EUC    | s.t.       |
| 9.  | Danny van Poppel (NED)   | VCD    | s.t.       |
| 10. | José Joaquín Rojas (ESP) | MOV    | s.t.       |

| #   | Versenyző                | Csapat | Idő         |
| --- | ------------------------ | ------ | ----------- |
| 1.  | Chris Froome (GBR)       | SKY    | 41h 52' 43" |
| 2.  | Alejandro Valverde (ESP) | MOV    | + 1' 25"    |
| 3.  | Bauke Mollema (NED)      | BEL    | + 1' 44"    |
| 4.  | Laurens ten Dam (NED)    | BEL    | + 1' 50"    |
| 5.  | Roman Kreuziger (CZE)    | TST    | + 1' 51"    |
| 6.  | Alberto Contador (ESP)   | TST    | + 1' 51"    |
| 7.  | Nairo Quintana (COL)     | MOV    | + 2' 02"    |
| 8.  | Daniel Martin (IRL)      | GRS    | + 2' 28"    |
| 9.  | Joaquim Rodríguez (ESP)  | KAT    | + 2' 31"    |
| 10. | Rui Costa (POR)          | MOV    | + 2' 45"    |

## 11. szakasz

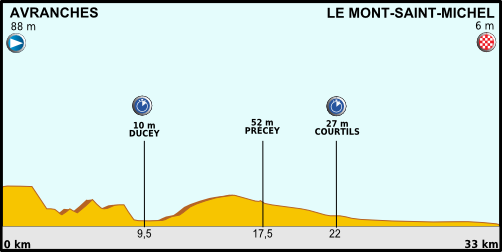
A 11. szakasz profilja

2013. július 10. —  Avranches >  Mont-Saint-Michel — 33 km,  egyéni időfutam

| #   | Versenyző                  | Csapat | Idő      |
| --- | -------------------------- | ------ | -------- |
| 1.  | Tony Martin (GER)          | OPQ    | 36' 29"  |
| 2.  | Chris Froome (GBR)         | SKY    | + 12"    |
| 3.  | Thomas De Gendt (BEL)      | VCD    | + 1' 01" |
| 4.  | Richie Porte (AUS)         | SKY    | + 1' 21" |
| 5.  | Michał Kwiatkowski (POL)   | OPQ    | + 1' 31" |
| 6.  | Svein Tuft (CAN)           | OGE    | + 1' 35" |
| 7.  | Sylvain Chavanel (FRA)     | OPQ    | + 1' 37" |
| 8.  | Jérémy Roy (FRA)           | FDJ    | + 1' 43" |
| 9.  | Tom Dumoulin (NED)         | ARG    | + 1' 45" |
| 10. | Jonathan Castroviejo (ESP) | MOV    | + 1' 52" |

| #   | Versenyző                    | Csapat | Idő         |
| --- | ---------------------------- | ------ | ----------- |
| 1.  | Chris Froome (GBR)           | SKY    | 42h 29' 24" |
| 2.  | Alejandro Valverde (ESP)     | MOV    | + 3' 25"    |
| 3.  | Bauke Mollema (NED)          | BEL    | + 3' 37"    |
| 4.  | Alberto Contador (ESP)       | TST    | + 3' 54"    |
| 5.  | Roman Kreuziger (CZE)        | TST    | + 3' 57"    |
| 6.  | Laurens ten Dam (NED)        | BEL    | + 4' 10"    |
| 7.  | Michał Kwiatkowski (POL)     | OPQ    | + 4' 44"    |
| 8.  | Nairo Quintana (COL)         | MOV    | + 5' 18"    |
| 9.  | Rui Costa (POR)              | MOV    | + 5' 37"    |
| 10. | Jean-Christophe Péraud (FRA) | ALM    | + 5' 39"    |

## Lásd még
- A 2013-as Tour de France szakaszai (12–21.)
- 2013-as Tour de France